# Woolastookia setosipes
Woolastookia setosipes är en kvalsterart som först beskrevs av Herbert Habeeb 1964.  Woolastookia setosipes ingår i släktet Woolastookia och familjen Axonopsidae. Inga underarter finns listade i Catalogue of Life.